# ジェームズ・ヒューム (第5代ヒューム伯爵)
第5代ヒューム伯爵ジェームズ・ヒューム（英語: James Home, 5th Earl of Home、17世紀生 – 1687年没）は、スコットランド貴族。

## 生涯
第3代ヒューム伯爵ジェームズ・ヒュームとジーン・ダグラス（Jean Douglas、第7代モートン伯爵ウィリアム・ダグラスの娘）の息子として生まれた。
1674年に兄アレクサンダーが死去すると、ヒューム伯爵の爵位を継承した。
アン・ラムゼイ（Anne Ramsay、第2代ダルハウジー伯爵ジョージ・ラムゼイの娘）と結婚したが、2人の間に子供はいなかった。
1687年に死去、弟チャールズが爵位を継承した。